# 樫田Reo
（日语： Kashida Reo）是日本的自由游戏剧作家。

## 概要
岐阜县出身，生日是3月5日。主要在Key的作品中担当辅助的剧本作家。
在2005年11月25日Key发售的智代After ～It's a Wonderful Life～中出道，创作了游戏中一部分的剧本。在2007年7月27日发售的Key社作品Little Busters!中担任西园美鱼线路的剧本作家，并参与了部分歌曲的作词。Key社于2008年7月25日发售Little Busters!的成人向化作品Little Busters! EX，其中依然担任西园美鱼线的剧本作家。
在同人活动中十分活跃，曾以数篇同人小说参加过3次Comic Market，并且已经决定申请参加2012年8月举行的C82。
本业是税务顾问（Tax advisor），现在在岐阜县岐阜市经营着税务顾问事务所。

## 人物
- 经常在博客上发表自己对读过的小说、漫画，看过的动画等的评论。
- 曾经被怀疑是久弥直树的化名，因为笔名倒过来读是“我是鹿”（俺だ鹿），而“鹿”是Key社的粉丝对久弥的爱称。[6]
- 刚开始只是出于兴趣做Key的二次创作（以关于Kanon中的天野美汐的居多），后来被Visual Art's邀请加入智代after的制作团队。[1]
- 自我介绍是“脚穿（税务顾问和剧本作家的）两只草鞋，希望能够随心所欲地奔跑，但实际上已经快要跌倒了”。[1]

## 作品

### 剧本
- 智代After ～It's a Wonderful Life～（一部分）[2]
- Little Busters!（西园美鱼线路剧本）[3]
- Little Busters! EX（西园美鱼线路剧本）[5]

### 音乐
- （作词，Little Busters!美鱼、库特路线片尾曲）[7]

### 同人小说
- （C73，美鱼短篇小说）[4]
- （C80）[8]
- （C81，Rewrite同人小说）[9]